# Anca Tănase

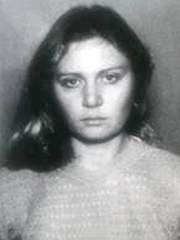
Anca Tănase

Anca Tănase (* 15. März 1968 in Bunești, Kreis Vaslui) ist eine ehemalige rumänische Ruderin, die bei Weltmeisterschaften und Olympischen Spielen sechs Medaillen gewann, darunter drei Goldmedaillen. 

## Sportliche Karriere
Anca Tănase belegte bei den Junioren-Weltmeisterschaften 1986 mit dem rumänischen Achter den vierten Platz. In der Erwachsenenklasse gewann sie bei den Weltmeisterschaften 1989 ihren ersten Titel, ebenfalls im Achter. Danach dauerte es bis 1993, bis sie wieder bei internationalen Meisterschaften dabei war. Bei den Weltmeisterschaften 1993 belegte sie den siebten Platz im Doppelvierer. Ein Jahr später trat sie bei den Weltmeisterschaften 1994 in zwei Bootsklassen an: Mit dem Vierer ohne Steuerfrau belegte sie den vierten Platz, mit dem Achter ruderte sie zur Bronzemedaille. Auch bei den Weltmeisterschaften 1995 erreichte sie zwei Endläufe: Im Zweier ohne Steuerfrau belegte sie den sechsten Platz, mit dem Achter gewann sie die Silbermedaille hinter dem US-Boot. Bei den Olympischen Spielen 1996 erreichten die US-Ruderinnen nur den vierten Platz, der rumänische Achter siegten mit über vier Sekunden Vorsprung auf die Boote aus Kanada und Belarus. Bei den Weltmeisterschaften 1997 ruderten Doina Ignat, Ioana Olteanu, Doina Spîrcu und Anca Tănase aus dem Vorjahres-Achter zur Silbermedaille im Vierer ohne Steuerfrau, bis auf Doina Spîrcu gewannen alle zusätzlich den Weltmeistertitel im Achter.